# 巴那側唇䲁
巴那側唇䲁，為輻鰭魚綱鳚形目䲁科側唇䲁屬的一種，分布於中東大西洋剛果、多哥及地中海的阿爾及利亞、突尼西亞、義大利、希臘與以色列海域，深度0至30公尺，本魚體延長，稍側扁，頭鈍短，身體顏色呈棕黃色，有五個不規則的垂直暗條紋延伸至背鰭下部，魚鰭的其餘部分與身體顏色相同，頭部可能略帶藍色，上唇較厚，兩眼之間有V形凹陷，頭部與背鰭起點之間的背部區域有皺紋，尾鰭具有一系列明暗交替的垂直條紋，體長可達12公分，成魚出現在港口附近的淺水區與沿岸水域的岩石海岸，具有領域性，雌魚產附著性卵，雄魚有護卵行為，幼魚為浮游性，生活習性不明。